# نفروزوآ
نفروزوآ کلاد بزرگی از دوسوئیان است که به دهان‌نخستیان و دهان‌دوّمیان تقسیم می‌شوند و تقریباً شامل تمام راسته حیوانات که بیش از یک میلیون گونه است می‌شود. کلاد خواهر آن شگفت‌بی‌کاواک‌ریختان است. سیلوم، لوله گوارش و ارگانهای دفع کننده و بند طنابهای عصبی در نفروزوآ توسعه یافته‌است.
طنابداران (شامل همه مهره‌داران) جزء دهان‌دوّمیان هستند. به نظر می‌رسد احتمالاً  کیمبرلا که عمری ۵۵۵ میلیون ساله دارد عضو دهان‌نخستیان بوده‌است. اگر چنین باشد، این بدان معنا است که خط تکاملی دهان‌نخستیان و دهان‌دوّمیان بایستی قبل از ظهور کیمبرلا در حداقل ۵۵۸ میلیون سال پیش از هم جدا شده باشند و این درست قبل از شروع دوره کامبرین در ۵۴۱ میلیون سال پیش است.

## پانوشتها
1. ↑  Philippe, Hervé; Poustka, Albert J.; Chiodin, Marta; Hoff, Katharina J.; Dessimoz, Christophe; Tomiczek, Bartlomiej; Schiffer, Philipp H.; Müller, Steven; Domman, Daryl (2019-06-03). "Mitigating Anticipated Effects of Systematic Errors Supports Sister-Group Relationship between Xenacoelomorpha and Ambulacraria". Current Biology (به انگلیسی). 29 (11): 1818–1826.e6. doi:10.1016/j.cub.2019.04.009. ISSN 0960-9822. PMID 31104936.
2. ↑  Marlétaz, Ferdinand (2019-06-17). "Zoology: Worming into the Origin of Bilaterians". Current Biology (به انگلیسی). 29 (12): R577–R579. doi:10.1016/j.cub.2019.05.006. ISSN 0960-9822. PMID 31211978.
3. ↑  Cannon, Johanna Taylor; Vellutini, Bruno Cossermelli; Smith, Julian; Ronquist, Fredrik; Jondelius, Ulf; Hejnol, Andreas (2016). "Xenacoelomorpha is the sister group to Nephrozoa". Nature. 530 (7588): 89–93. Bibcode:2016Natur.530...89C. doi:10.1038/nature16520. PMID 26842059.
4. ↑  Erwin, Douglas H.; Eric H. Davidson (1 July 2002). "The last common bilaterian ancestor". Development. 129 (13): 3021–3032. PMID 12070079.
5. ↑  Butterfield, N.J. (December 2006). "Hooking some stem-group "worms": fossil lophotrochozoans in the Burgess Shale". BioEssays. 28 (12): 1161–6. doi:10.1002/bies.20507. PMID 17120226.